# Рёр, Гунилла
Гунилла Кристина Рёр (швед. Gunilla Kristina Röör; род. 16 августа 1959, Стокгольм) — шведская актриса и режиссер. Дочь эстрадной певицы Ингер Берггрен.

## Биография
По окончании средней школы Кристина Рёр поступила в Высшее социальное училище, но забросила учёбу, когда почувствовала, что не справляется. Вместо этого она начала работать в доме отдыха, где вела театральный кружок. Появившийся интерес к театру привёл её в 1979 году в Teaterverkstan. Она несколько раз сдавала экзамены в Стокгольмское театральное училище и в 1983 году была принята на обучение. Одной из её однокурсниц оказалась Лена Эндре. Вместе с ней Рёр участвовала в нескольких постановках и проходила практику в Городском театре Мальмё, где снялась в документальном фильме.
После окончания училища в 1986 году Рёр поступила на работу в Стокгольмской городской театр и театр Unga Klara, где её дебют на сцене состоялся в пьесе Rop över floden. Как своего творческого вдохновителя Рёр называла Сюзанну Остен, и именно в её фильме Livsfarlig film (1988) состоялся дебют актрисы в полнометражном кинематографе.
В 1991 году Рёр сыграла Анжелик Коэн по прозвищу Фрейд в фильме Freud flyttar hemifrån…, и за эту работу была награждена премией «Золотой жук». В 1996 году она снова удостоилась этой премии за роль Торун Хагберг в фильме Sommaren. В 2003 году она была в числе номинантов премии как лучшая актриса второго плана за роль Лимо Франссон в фильме Beck — Sista vittnet, а 2014 снова претендовала на эту награду как лучшая актриса за роль Марии в фильме En gång om året.
Среди других примечательных работ Рёр — участие в ревю Lorrygänget, в основу которого лёг телесериал Lorry, и фильме Yrrol (1994), также использовавшем персонажей телесериала. За участие в фильме Engelen (2009) Рёр была награждена премией «Аманда» за лучшую женскую роль второго плана.
1 июля 2007 года Гунилла Рёр стала адъюнкт-профессором сценографии в области кинематографа на факультете изобразительных искусств в Гётеборгского университета.
Гунилла Рёр состоит в браке с актером Пером Сандбергом, у пары есть сын.

## Награды и премии
- 1991 — премия Курта Линдера за фильм Freud flyttar hemifrån…[3];
- 1992 — премия «Золотой жук» за лучшую женскую роль за фильм Freud flyttar hemifrån…[3];
- 1996 — премия лучшей актрисе на кинофестивале в Олбани за фильм Sista körningen (англ. The Final Fare)[3];
- 1996 — премия «Золотой жук» за лучшую женскую роль за фильм Sommaren[3];
- 2010 — премия «Аманда» Норвежского кинофестиваля за лучшую женскую роль второго плана — фильм Engelen[4];
- 2020 — Медаль Литературы и искусств.

## Фильмография
- 1986 — Porttelefonen
- 1988 — Livsfarlig film
- 1989 — Gengångare
- 1989 — Lorry (телесериал)
- 1990 — Skyddsängeln
- 1991 — Freud flyttar hemifrån
- 1991 — Riktiga män bär alltid slips
- 1992 — En komikers uppväxt (телесериал)
- 1992 — Min store tjocke far
- 1992 — Sprickan
- 1993 — Hedda Gabler
- 1994 — Pagemaster — den magiska resan
- 1994 — Sommarmord
- 1994 — Yrrol
- 1995 — Jeppe på berget
- 1995 — Sommaren
- 1996 — Pinocchios äventyr
- 1996 — Sista körningen
- 1996 — Skuggornas hus (телесериал)
- 1997 — Adam & Eva
- 1997 — Detta har hänt (телесериал)
- 1997 — Pappas flicka (телесериал)
- 1997 — Pippi Långstrump
- 1997 — Skärgårdsdoktorn (телесериал)
- 1998 — Under solen
- 1999 — En liten julsaga
- 1999 — If I Give You My Humbleness, Don’t Take Away My Pride
- 1999 — Pippi i Söderhavet
- 1999 — Rackelhane
- 2000 — Gossip
- 2000 — Jesus lever
- 2000 — Mjuka paket
- 2000 — Tyst som en fjäder
- 2001 — Anderssons älskarinna (телесериал)
- 2001 — Sprängaren
- 2002 — Beck — Sista vittnet
- 2003 — Tusenbröder (телесериал)
- 2004 — Om Stig Petrés hemlighet (телесериал)
- 2004 — Valborgsmässoafton
- 2005 — Sigrid & Isaac
- 2006 — Världarnas bok (телесериал)
- 2007 — Dorotea i dödsriket
- 2008 — Gud, lukt och henne
- 2008 — Habib (телесериал)
- 2009 — Engelen
- 2009 — Leka med elden
- 2009 — Livet i Fagervik (телесериал)
- 2009 — Möte i mellanrummet
- 2010 — Gringa
- 2011 — Andens resa, en skapelseberättelse
- 2011 — Bibliotekstjuven (телесериал)
- 2012 — En gång om året
- 2013 — Hokus pokus Alfons Åberg
- 2013 — Lamento
- 2017 — Rebecka Martinsson (телесериал)
- 2017 — Enkelstöten (телесериал)

## Избранные театральные работы

### Актриса
| Год  | Роль              | Спектакль автор                         | Режиссёр         | Театр                           |
| ---- | ----------------- | --------------------------------------- | ---------------- | ------------------------------- |
| 1987 | Поющая женщина    | «Мамаша Кураж и её дети» Бертольд Брехм | Рагнар Лит       | Стокгольмский городской театр   |
| 1996 | Катос             | «Смешные жеманницы» Мольер              | Томми Бергрен    | Королевский драматический театр |
| 1996 | Маделейн фон Рипа | Fint folk Кент Андерссон                | Томми Бергрен    | Королевский драматический театр |
| 2002 | Беатрис           | Utsikt från en bro Артур Миллер         | Карл Чельберг    | Стокгольмский городской театр   |
| 2011 | —                 | Bli en dåre Киа Берглунд                | Киа Берглунд     | Театр Гильотен                  |
| 2016 | —                 | Maratondansen Хорас Маккой              | Кеннет Кварстрём | Культурхусет Стадстеатерн       |
| 2016 | Сеньора Капулетти | «Ромео и Джульетта» Уильям Шекспир      | Линус Тунстрём   | Культурхусет Стадстеатерн       |
| 2017 | Ирмгард Литтен    | Bortförd vid midnatt Марк Хейхерст      | Филип Санден     | Культурхусет Стадстеатерн       |
| 2018 | —                 | Ilya Ларс Рудольфссон                   | Ларс Рудольфссон | Культурхусет Стадстеатерн       |

### Режиссёр
| Год  | Спектакль        | Автор          | Театр                     |
| ---- | ---------------- | -------------- | ------------------------- |
| 2013 | Felicia försvann | Фелиция Фельдт | Культурхусет Стадстеатерн |

## Избранные аудиозаписи
- 2005 — Eldsdansen по детективу Хелены Турстен
- 2005 — Familjegraven  по любовному роману Катарины Мазетти